# Sportowe ratownictwo wodne na World Games 2017 – super ratownik na 200 m kobiet
Super ratownik na 200 m kobiet – jedna z konkurencji sportowego ratownictwa wodnego rozgrywanych podczas World Games 2017 we Wrocławiu.
Eliminacje i finał rozegrane zostały 21 lipca. Zawody odbyły się na pływalni w Hali „Orbita”.

## Rekordy
Przed rozpoczęciem World Games 2017 obowiązywały następujące rekordy:
| Rekord świata      | Silvia Meschiari | 2:22,03 | Rzym | 2 lipca 2016  |
| Rekord World Games | Magalie Rousseau | 2:28,09 | Cali | 26 lipca 2013 |

## Terminarz
| Data          | Godzina (UTC+2)   | Wydarzenie             |
| ------------- | ----------------- | ---------------------- |
| 21 lipca 2017 | 11:25 11:31 11:37 | Wyścigi kwalifikacyjne |
| 21 lipca 2017 | 20:00             | Finał                  |

## Wyniki

### Kwalifikacje
Źródło: 

#### Wyścig 1
Godzina: 11:25
| Poz. | Imię i nazwisko | Narodowość | Tor | Reakcja | Wynik   | Uwagi | Kwal. |
| ---- | --------------- | ---------- | --- | ------- | ------- | ----- | ----- |
| 1    | Margaux Fabre   | Francja    | 4   | 0,71    | 2:27,06 | WG    | Q     |
| 2    | Jessica Luster  | Niemcy     | 5   | 0,72    | 2:32,01 |       | R     |
| 3    | Serena Nigris   | Włochy     | 3   | 0,73    | 2:34,14 |       | R     |
| 4    | Dai Xiaodie     | Chiny      | 6   | 0,71    | 2:35,38 |       |       |
| 5    | Bao Xueyi       | Chiny      | 2   | 0,82    | 2:37,47 |       |       |
| 6    | Yuka Narusawa   | Japonia    | 7   | 0,72    | 2:40,73 |       |       |

#### Wyścig 2
Godzina: 11:31
| Poz. | Imię i nazwisko   | Narodowość    | Tor | Reakcja | Wynik   | Uwagi | Kwal. |
| ---- | ----------------- | ------------- | --- | ------- | ------- | ----- | ----- |
| 1    | Silvia Meschiari  | Włochy        | 4   | 0,80    | 2:27,62 |       | Q     |
| 2    | Natalie Peat      | Nowa Zelandia | 3   | 0,76    | 2:28,80 |       | Q     |
| 3    | Mariah Jones      | Australia     | 5   | 0,78    | 2:31,17 |       | Q     |
| 4    | Andrea Valenciano | Hiszpania     | 2   | 0,75    | 2:31,84 |       | Q     |
| 5    | Alena Kröhler     | Niemcy        | 6   | 0,79    | 2:35,64 |       |       |
| 6    | Sofie Boogaerts   | Belgia        | 7   | 0,80    | 2:38,63 |       |       |
| 7    | Julia Wróbel      | Polska        | 1   | 0,74    | 2:57,43 |       |       |

#### Wyścig 3
Godzina: 11:37
| Poz. | Imię i nazwisko  | Narodowość    | Tor | Reakcja | Wynik   | Uwagi | Kwal. |
| ---- | ---------------- | ------------- | --- | ------- | ------- | ----- | ----- |
| 1    | Prue Davies      | Australia     | 5   | 0,72    | 2:27,03 | WG    | Q     |
| 2    | Magalie Rousseau | Francja       | 4   | 0,73    | 2:27,10 |       | Q     |
| 3    | Carina Doyle     | Nowa Zelandia | 3   | 0,75    | 2:27,87 |       | Q     |
| 4    | Yurika Mitsui    | Japonia       | 6   | 0,68    | 2:35,87 |       |       |
| 5    | Isabel Costa     | Hiszpania     | 2   | 0,78    | 2:38,16 |       |       |
| 6    | Nele Vanbuel     | Belgia        | 7   | 0,83    | 2:39,27 |       |       |
| 7    | Anna Nocoń       | Polska        | 1   | 0,79    | 2:40,07 |       |       |

### Finał
Źródło: 

Godzina: 20:00
| Poz.   | Imię i nazwisko   | Narodowość    | Tor | Reakcja | Wynik   | Uwagi |
| ------ | ----------------- | ------------- | --- | ------- | ------- | ----- |
| złoto  | Silvia Meschiari  | Włochy        | 6   | 0,81    | 2:22,57 | WG    |
| srebro | Prue Davies       | Australia     | 4   | 0,68    | 2:24,95 |       |
| brąz   | Mariah Jones      | Australia     | 1   | 0,80    | 2:29,26 |       |
| 4      | Margaux Fabre     | Francja       | 5   | 0,71    | 2:31,99 |       |
| 5      | Natalie Peat      | Nowa Zelandia | 7   | 0,73    | 2:32,08 |       |
| 6      | Magalie Rousseau  | Francja       | 3   | 0,74    | 2:38,43 |       |
|        | Carina Doyle      | Nowa Zelandia | 2   | 0,75    | DSQ     |       |
|        | Andrea Valenciano | Hiszpania     | 8   | 0,71    | DSQ     |       |